# Sérpukhov
Serpukhov (em russo: Серпухов) é uma cidade da Rússia situada no óblast de Moscou. Localiza-se na confluência dos rios Oka e Nara, à 99 km ao sul da cidade de Moscou, e tem uma população de cerca de 127,041 habitantes (2010).  